# ミラン・ハヴェル
ミラン・ハヴェル（Milan Havel、1994年8月7日 - ）は、チェコ・ベネショフ出身のサッカー選手。FCヴィクトリア・プルゼニ所属。ポジションはDF。チェコ代表。

## クラブ経歴
ボヘミアンズ1905の下部組織で育成され、2012-13シーズンにトップチームメンバーへと昇格した。
2017年7月17日、FCヴィクトリア・プルゼニに移籍し、4年契約を結んだ。

## 代表経歴
2021年9月8日、ウクライナ代表との親善試合にてチェコ代表デビューを果たした。